# Puerto autónomo de San Pedro
El Puerto autónomo de San Pedro (en francés: Port autonome de San-Pédro) es una empresa estatal con un capital de dos millones de francos CFA creada para gestionar el puerto en el pueblo de San Pedro, al suroeste del país africano de Costa de Marfil. El proyecto de esta infraestructura portuaria se inició en 1969 bajo el impulso en el Bas-Sassandra por la Autoridad para el desarrollo del suroeste. El puerto se encuentra entre los mayores exportadores mundiales de cacao.
La historia del puerto de San Pedro se remonta a principios del siglo XX, cuando la zona del puerto era propiedad de las empresas coloniales. Creado el 7 de agosto de 1890 fue asignado a la Compañía Francesa Kong. La zona de San Pedro se vendió en agosto de 1910 a la empresa británica The Ivory Coast Corporation, por la suma de 80.000 libras.
Fue solo hasta diciembre de 1959, que la localidad y puerto de San Pedro se transfirieon a la República de Costa de Marfil, por un valor de 160.000.000 CFA.